# 巴基斯坦陆军博物馆
巴基斯坦陆军博物馆（英語：Pakistan Army Museum）是一个建于巴基斯坦旁遮普省拉瓦尔品第的军事博物馆。该博物馆成立于1961年10月24日，位于巴基斯坦陆军总司令部建筑群的英国殖民时期的营房内。该博物馆主要展示了巴基斯坦陆军的军事装备和富有历史意义的物品，是巴基斯坦最大的博物馆之一。

## 藏品
巴基斯坦陆军博物馆收藏了一些珍贵的古代兵器和军服，以便为参观者描绘出古代巴基斯坦军队的情况。同时，该博物馆还展示了从莫卧儿时期到现代范围内的武器和弹药。在新的博物馆大楼内，该博物馆还展示了巴基斯坦陆军的历史沿革。

## 全球反恐馆
为了向民众普及全球反恐战争和巴基斯坦陆军在巴基斯坦和阿富汗边境部落地区的反恐行动的相关知识，巴基斯坦陆军博物馆特别设立了全球反恐馆。